# Ivanjevci
Ivanjevci (makedonska: Ивањевци) är en ort i Nordmakedonien. Den ligger i kommunen Mogila, i den sydvästra delen av landet, 90 kilometer söder om huvudstaden Skopje. Ivanjevci ligger 631 meter över havet och antalet invånare är 970.